# Natação nos Jogos Olímpicos de Verão de 2024 - 1500 m livre masculino
A prova dos 1500 m livre masculino da natação nos Jogos Olímpicos de Verão de 2024 ocorreu em 3 e 4 de agosto de 2024 na Paris La Défense Arena, em Paris. Um total de 24 nadadores de 18 Comitês Olímpicos Nacionais (CON) participaram do evento.

## Qualificação
Cada Comitê Olímpico Nacional (CON) poderia inscrever no máximo dois nadadores qualificados em cada evento individual, mas somente se ambos atingissem o "tempo de qualificação olímpica" (OQT). Um nadador por evento poderia potencialmente entrar se atingisse o "tempo de consideração olímpica" (OCT), ou se a cota total de 852 competidores não tivesse sido atingida. Os CONs também poderiam inscrever nadadores independentemente do tempo através das vagas de universalidade, mesmo que não tenham atingindo nenhum dos tempos de inscrição padrão (OQT/OCT).
Após o fim da janela de qualificação, a World Aquatics avaliou o número de nadadores que alcançaram o OQT, o número de nadadores somente para as provas de revezamento e o número de vagas de universalidade, antes de convidar aqueles com OCT para cumprir a cota total de 852. Além disso, as vagas no OCT foram distribuídas por evento de acordo com as posições no ranking mundial durante o prazo de qualificação. Para os 1500 m livre masculino, o OQT foi de 15min00s99 e o OCT de 15min05s49.

## Formato
A competição consiste em duas rodadas: preliminares e final. Os nadadores com os 8 melhores tempos nas baterias preliminares avançam para a final. Desempates (swim-offs) são utilizados conforme necessário para quebrar os empates de avanço a próxima rodada.

## Calendário
Horário local (UTC+2)
| Data                | Horário | Fase         |
| ------------------- | ------- | ------------ |
| 3 de agosto de 2024 | 10:00   | Preliminares |
| 4 de agosto de 2024 | 17:30   | Final        |

## Medalhistas
| Ouro   | USA Bobby Finke          |
| Prata  | ITA Gregorio Paltrinieri |
| Bronze | IRL Daniel Wiffen        |

## Recordes
Antes desta competição, os recordes mundiais e olímpicos da prova eram os seguintes:
| Tipo | Atleta   | Tempo    | Local   | Data                |
| ---- | -------- | -------- | ------- | ------------------- |
|      | Sun Yang | 14:31.02 | Londres | 4 de agosto de 2012 |
|      | Sun Yang | 14:31.02 | Londres | 4 de agosto de 2012 |

## Resultados

### Preliminares
Os nadadores com os oito melhores tempos, independente da bateria, avançam à final.
| Pos. | Bateria | Raia | Nadador               | CON                | Tempo    | Notas |
| ---- | ------- | ---- | --------------------- | ------------------ | -------- | ----- |
| 1    | 3       | 4    | Daniel Wiffen         | IRL Irlanda        | 14:40.34 | Q     |
| 2    | 3       | 3    | Gregorio Paltrinieri  | ITA Itália         | 14:42.56 | Q     |
| 3    | 4       | 7    | Ahmed Jaouadi         | TUN Tunísia        | 14:44.20 | Q     |
| 4    | 3       | 6    | David Aubry           | FRA França         | 14:44.90 | Q     |
| 5    | 2       | 4    | Kuzey Tunçelli        | TUR Turquia        | 14:45.27 | Q     |
| 6    | 4       | 4    | Bobby Finke           | USA Estados Unidos | 14:45.31 | Q     |
| 7    | 3       | 1    | Damien Joly           | FRA França         | 14:45.52 | Q     |
| 8    | 4       | 2    | Dávid Betlehem        | HUN Hungria        | 14:45.59 | Q,    |
| 9    | 4       | 1    | Fei Liwei             | CHN China          | 14:50.06 |       |
| 10   | 4       | 6    | Sven Schwarz          | GER Alemanha       | 14:51.97 |       |
| 11   | 3       | 8    | Zalán Sárkány         | HUN Hungria        | 14:52.42 |       |
| 12   | 3       | 7    | Luca De Tullio        | ITA Itália         | 14:55.61 |       |
| 13   | 3       | 5    | Samuel Short          | AUS Austrália      | 14:58.15 |       |
| 14   | 4       | 5    | Florian Wellbrock     | GER Alemanha       | 15:01.88 |       |
| 15   | 3       | 2    | Daniel Jervis         | GBR Grã-Bretanha   | 15:03.75 |       |
| 16   | 2       | 8    | Krzysztof Chmielewski | POL Polônia        | 15:04.99 |       |
| 17   | 2       | 2    | Victor Johansson      | SWE Suécia         | 15:05.62 |       |
| 18   | 4       | 8    | David Johnston        | USA Estados Unidos | 15:10.64 |       |
| 19   | 1       | 5    | Dimitrios Markos      | GRE Grécia         | 15:11.19 |       |
| 20   | 2       | 6    | Henrik Christiansen   | NOR Noruega        | 15:14.11 |       |
| 21   | 1       | 4    | Nguyễn Huy Hoàng      | VIE Vietnã         | 15:18.63 |       |
| 22   | 2       | 3    | Carlos Garach         | ESP Espanha        | 15:20.84 |       |
| 23   | 2       | 1    | Emir Batur Albayrak   | TUR Turquia        | 15:23.21 |       |
| 24   | 1       | 3    | Rodolfo Falcón Jr     | CUB Cuba           | 16:00.31 |       |
| 26   | 2       | 5    | Marwan Elkamash       | EGY Egito          | DNS      |       |
| 26   | 2       | 7    | Vlad Stancu           | ROU Romênia        | DNS      |       |
| 26   | 4       | 3    | Mykhailo Romanchuk    | UKR Ucrânia        | DNS      |       |

### Final
Os três nadadores mais rápidos na final conquistam as medalhas.
| Pos.              | Raia | Nadador              | CON                | Tempo    | Notas            |
| ----------------- | ---- | -------------------- | ------------------ | -------- | ---------------- |
| Medalha de ouro   | 7    | Bobby Finke          | USA Estados Unidos | 14:30.67 | Recorde mundial  |
| Medalha de prata  | 5    | Gregorio Paltrinieri | ITA Itália         | 14:34.55 |                  |
| Medalha de bronze | 4    | Daniel Wiffen        | IRL Irlanda        | 14:39.63 |                  |
| 4                 | 8    | Dávid Betlehem       | HUN Hungria        | 14:40.91 | Recorde nacional |
| 5                 | 2    | Kuzey Tunçelli       | TUR Turquia        | 14:41.22 | Recorde nacional |
| 6                 | 3    | Ahmed Jaouadi        | TUN Tunísia        | 14:43.35 |                  |
| 7                 | 6    | David Aubry          | FRA França         | 14:44.66 | Recorde nacional |
| 8                 | 1    | Damien Joly          | FRA França         | 14:52.61 |                  |

Legenda
| Recorde mundial      | Recorde mundial (World record)               |                       | Recorde africano                      | Recorde africano (African) |                                           | Q | Classificado por posição (Qualified) |
| Recorde olímpico     | Recorde olímpico (Olympic record)            | Recorde da América    | Recorde da América (Americas)         | q                          | Classificado por melhor tempo (Qualified) |   |                                      |
| Melhor marca do ano  | Melhor marca do ano (World leading)          | Recorde asiático      | Recorde asiático (Asian)              | DNS                        | Não largou (Did not start)                |   |                                      |
| Recorde nacional     | Recorde nacional (National record)           | Recorde europeu       | Recorde europeu (European)            | DNF                        | Não terminou (Did not finish)             |   |                                      |
| Recorde pessoal      | Recorde pessoal do atleta (Personal best)    | Recorde da Oceania    | Recorde da Oceania (Oceania)          | DSQ / DQ                   | Desclassificado (Disqualified)            |   |                                      |
| Recorde da temporada | Recorde da temporada do atleta (Season best) | Recorde sul-americano | Recorde sul-americano (South America) | NM                         | Sem marca (No mark)                       |   |                                      |